# Papieska elekcja 1061
Papieska elekcja 30 września 1061 – pierwsza papieska elekcja, która odbyła się na podstawie dekretu Mikołaja II In nomine Domini, ograniczającego grono elektorów wyłącznie do kardynałów.

## Śmierć Mikołaja II
Papież Mikołaj II zmarł we Florencji 27 lipca 1061 roku. Dwa lata wcześniej wydał on dekret "In Nomine Domini". Dekret ten powierzył wybór papieża wyłącznie w ręce kardynałów biskupów diecezji suburbikarnych, z pominięciem zarówno cesarza jak i ludu rzymskiego. Udział kardynałów niższych rang (prezbiterów i diakonów) w zasadzie miał ograniczać się do zatwierdzenia nominacji dokonanej przez kardynałów biskupów. Dekret stanowił, że w miarę możliwości elekt powinien należeć do duchowieństwa rzymskiego (tzn. powinien być kardynałem), ale dopuszczał wybór także kogoś spoza tego grona, jeśli kardynałowie biskupi uznają, że tak będzie najlepiej dla Kościoła. Elekcja powinna odbywać się w Rzymie, gdyby jednak nie było to możliwe, mogła się odbyć gdziekolwiek indziej. Elekt był wyposażony w pełnię władzy już od chwili wyboru, a nie jak do tej pory, od momentu intronizacji.

## Kardynałowie elektorzy
Tradycyjnie kardynałów biskupów było zawsze siedmiu. Do połowy XI wieku za diecezje "kardynalskie" uważano Ostię, Porto, Santa Rufina (Silva Candida), Albano, Palestrinę, Tusculum (Gabii-Lavicum) i Velletri, ponieważ jednak w 1058 biskup Velletri został antypapieżem Benedyktem X doszło do wykluczenia go z grona kardynałów, a jego miejsce w 1063 roku zajął biskup Sabiny. W 1061 roku było zatem sześciu kardynałów biskupów:
| Elektor                   | Tytuł kardynalski             | Nominowany | Nominator  | Inne funkcje i tytuły                                               |
| ------------------------- | ----------------------------- | ---------- | ---------- | ------------------------------------------------------------------- |
| Bonifacio OSB             | kardynał biskup Albano        | ok. 1050   | Leon IX    |                                                                     |
| Piotr                     | kardynał biskup Tusculum      | ok. 1055   | Wiktor II  |                                                                     |
| Jan                       | kardynał biskup Porto         | 1057       | Stefan IX  |                                                                     |
| Piotr Damiani OSBCam      | kardynał biskup Ostii         | 1057       | Stefan IX  | administrator diecezji suburbikarnej Velletri przeor Fonte Avellana |
| Bernardo da Benevento OSB | kardynał biskup Palestriny    | 1061       | Mikołaj II | kanclerz Świętego Kościoła Rzymskiego                               |
| Majnard OSB               | kardynał biskup Silva Candida | maj 1061   | Mikołaj II |                                                                     |

## Wybór Aleksandra II
Kardynałowie biskupi zebrali się 30 września 1061 w rzymskiej bazylice bazylice św. Piotra w Okowach i tam, za radą wpływowego archidiakona Hildebranda, wybrali na papieża obecnego wówczas w Rzymie biskupa Lukki Anselmo da Baggio, mimo że nie był on kardynałem. Elekt przyjął wybór, przybierając imię Aleksander II. Następnego dnia pod osłoną wojsk normańskiego księcia Roberta Guiscard został koronowany w tej samej bazylice, gdyż przeprowadzenie tej ceremonii w bazylice watykańskiej okazało się niemożliwe ze względu na wrogą postawę rzymskich baronów, niezadowolonych z pozbawienia ich wpływu na wybór papieża. Wskutek intryg rzymskiej arystokracji cesarzowa Agnieszka z Poitou odmówiła uznania tego wyboru, doprowadzając do wyboru w dniu 28 października 1061 antypapieża w osobie biskupa Cadalusa z Parmy, który przybrał imię Honoriusz II. Schizma trwała krótko, w następnym roku regencję w Niemczech objął bowiem arcybiskup Anno z Kolonii, który opowiedział się po stronie prawowitego papieża.
Począwszy od 1061 roku, wszystkie kolejne elekcje papieskie są dokonywane wyłącznie przez kardynałów, według reguł nieznacznie tylko zmienionych w stosunku do dekretu "In Nomine Domini". W 1179 Sobór laterański III zrównał w prawach elektorskich wszystkich kardynałów niezależnie od rangi, jednak dopiero konstytucja „Ubi periculum” z 1274 roku przyniosła narodziny instytucji znanej jako konklawe.